# LYSMD2
LYSMD2 (англ. LysM domain containing 2) – білок, який кодується однойменним геном, розташованим у людей на 15-й хромосомі. Довжина поліпептидного ланцюга білка становить 215 амінокислот, а молекулярна маса — 23 463.
| 10         |  | 20         |  | 30         |  | 40         |  | 50         |
| ---------- |  | ---------- |  | ---------- |  | ---------- |  | ---------- |
| MADSSPALSL |  | REGGPRAPRP |  | SAPSPPPRSR |  | SGSESEEAEL |  | SLSLARTKTR |
| SYGSTASVRA |  | PLGAGVIERH |  | VEHRVRAGDT |  | LQGIALKYGV |  | TMEQIKRANK |
| LFTNDCIFLK |  | KTLNIPVISE |  | KPLLFNGLNS |  | IDSPENETAD |  | NSFSQEEEPV |
| VAGEDLPPPS |  | PQESDVQPVQ |  | PEEVSARDFL |  | QRLDLQIKLS |  | TQAAKKLKEE |
| SRDEESPYAT |  | SLYHS      |  |            |  |            |  |            |

A: Аланін

C: Цистеїн

D: Аспарагінова кислота

E: Глутамінова кислота

F: Фенілаланін

G: Гліцин

H: Гістидин

I: Ізолейцин

K: Лізин

L: Лейцин

M: Метіонін

N: Аспарагін

P: Пролін

Q: Глутамін

R: Аргінін

S: Серин

T: Треонін

V: Валін

Кодований геном білок за функцією належить до фосфопротеїнів. 
Задіяний у таких біологічних процесах, як ацетилювання, альтернативний сплайсинг. 